# Pateros

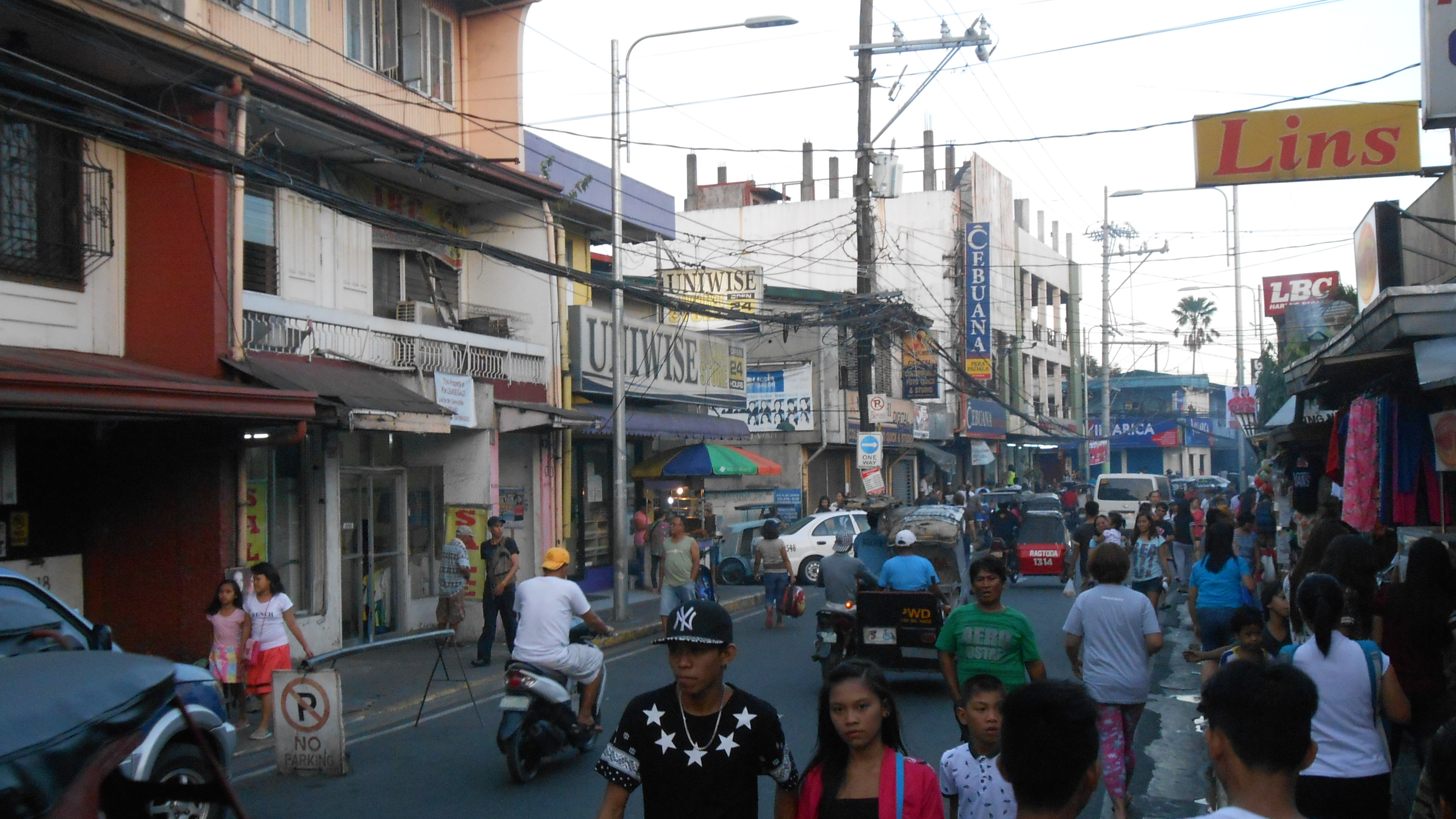
Municipio de Pateros, Filipinas.

Pateros es un municipio en Filipinas. Es una de las localidades que componen a la Gran Manila, actualmente el área metropolitana más grande del país. Su nombre viene de "patos" ya que tradicionalmente se ha dedicado a la industria de cría de patos.

## Barangayes
Pateros se subdivide administrativamente en 10 barangayes:
- Aguho
- Magtanggol
- Mártires del ’96
- Población
- San Pedro
- San Roque
- Santa Ana–Kaliwa
- Santa Ana–Kanan
- Santo Rosario–Kanluran
- Santo Rosario
- Tabacalera